# Fred Erentz
Frederick Charles "Fred" Erentz (tháng 3 năm 1870 - ngày 06 tháng 4 năm 1938) là một cầu thủ bóng đá người Scotland đã thi đấu ở vị trí tiền vệ cánh và hậu vệ cánh cho Dundee Our Boys và Newton Heath vào những năm 1880, năm 1890 và đầu những năm 1900.

## Tiểu sử
Sinh ra tại Broughty Ferry, gần Dundee, cha là người Đan Mạch, Erentz bắt đầu sự nghiệp bóng đá của mình với Dundee Our Boys. Ban đầu là một hậu vệ cánh, Erentz đã được ký kết bởi Newton Heath trong tháng 6 năm 1892 để chuẩn bị cho mùa giải đầu tiên của họ trong English Football League. Ông đã thực hiện đầu tiên Newton Heath của mình vào ngày 03 tháng 9 năm 1892, chơi ở tiền vệ cánh trái trong trận thua 4-3 trước Blackburn Rovers. Erentz là hầu như luôn hiện diện trong mùa 1892-1893,  chỉ bỏ lỡ một trận đấu trên sân khách với Derby County vào ngày 11 tháng 2 năm 1893.
Mùa giải tiếp theo, Erentz được triển khai tại một số vị trí khác nhau, bao gồm cả hai vị trí cả tiền vệ phải và tiền đạo cánh phải, nơi anh đã ghi bàn thắng đầu tiên cho câu lạc bộ, nhưng ông đã xuất hiện năm 1893-94 ở vị trí hậu vệ cánh trái. Erentz luôn hiện diện bên trái hơn tám mùa giải tiếp theo của mình tại câu lạc bộ, và thậm chí từ chối đề nghị hợp đồng khá lớn từ Tottenham Hotspur, nơi anh trai của ông Harry chơi ở vị trí hậu vệ cánh phải.
Erentz từ giã bóng đá vào cuối mùa giải 1901-02 là kết quả của một chấn thương đầu gối. Xuất hiện cuối cùng của ông cho câu lạc bộ cũng là trận đấu cuối cùng câu lạc bộ chơi như Newton Heath trước khi trở thành Manchester United, chiến thắng 2-1 trước Manchester City trong trận chung kết của Manchester Senior Cup vào ngày 26 tháng 4 năm 1902.